# Насосні живильники

Насосні живильники — належать до реагентних живильників. Приклади — діафрагмовий живильник ДПР-1 та сильфонний дозатор (рис.) є апаратами насосного типу, призначені для дозування чистих реагентних розчинів. Витрата реагенту регулюється довжиною штоку.
Крім того, як насосний живильник може використовуватися шестеренний насос.